# Церковь Святого Викентия де Поля (Париж)
Церковь Святого Викентия де Поля (фр. Église Saint-Vincent-de-Paul) — католическая церковь в X округе Парижа. Строилась с 1824 по 1844 год; освящена в честь святого Викентия де Поля. Отличается богатым интерьером и необычным декором фасада в духе античной полихромии.

## История
Церковь построена на месте, где ранее находился монастырь святого Лазаря, в котором жил и трудился св. Викентий и располагался (с 1632 по 1793 год) центр основанного им общества лазаристов. Находясь на холме, самой высокой точке окрестностей, церковь должна была доминировать над ними и быть заметной издалека.
Первоначальный план храма принадлежал Жану-Батисту Леперу, известному архитектору того времени. Первый камень в фундамент был заложен в 15 августа 1824 года в присутствии архиепископа Парижа. Строительство шло медленно, прерываясь, в том числе, из-за экономического кризиса и Июльской революции 1830 года.
В 1831 году Лепер передал ведение проекта своему зятю Жаку Гитторфу. К этому времени был возведён лишь фундамент церкви, поэтому Гитторф мог вносить существенные изменения в изначальный план, так что конечный результат можно считать одним из главных трудов его жизни. В частности, вместо одной центральной колокольни он сделал две боковых и добавил лестницу перед храмом.
Освящение построенной церкви состоялось 25 октября 1844 года. В период Парижской коммуны здание пострадало (в него попало семь снарядов); впоследствии было реконструировано.

## Архитектура и интерьер
Церковь святого Викентия де Поля построена в стиле позднего классицизма. Она имеет внушительные размеры (80 метров в длину и 27 в высоту) и представляет собой базиликальный храм, во многом вдохновлённый образцами античной архитектуры. Его симметричные колокольни и широкая, обрамлённая перилами лестница напоминают также итальянские церкви, в частности, римскую Сантиссима-Тринита-дей-Монти. Над портиком с двенадцатью колоннами в греческом стиле расположен треугольный фронтон со скульптурной группой «Апофеоз святого Викентия». По замыслу скульптора Шарля-Франсуа Нантёйля, статую святого окружают фигуры, символизирующие его деяния. Над ними расположены статуи четверых евангелистов, а в нишах обеих башен находятся статуи апостолов Петра и Павла.

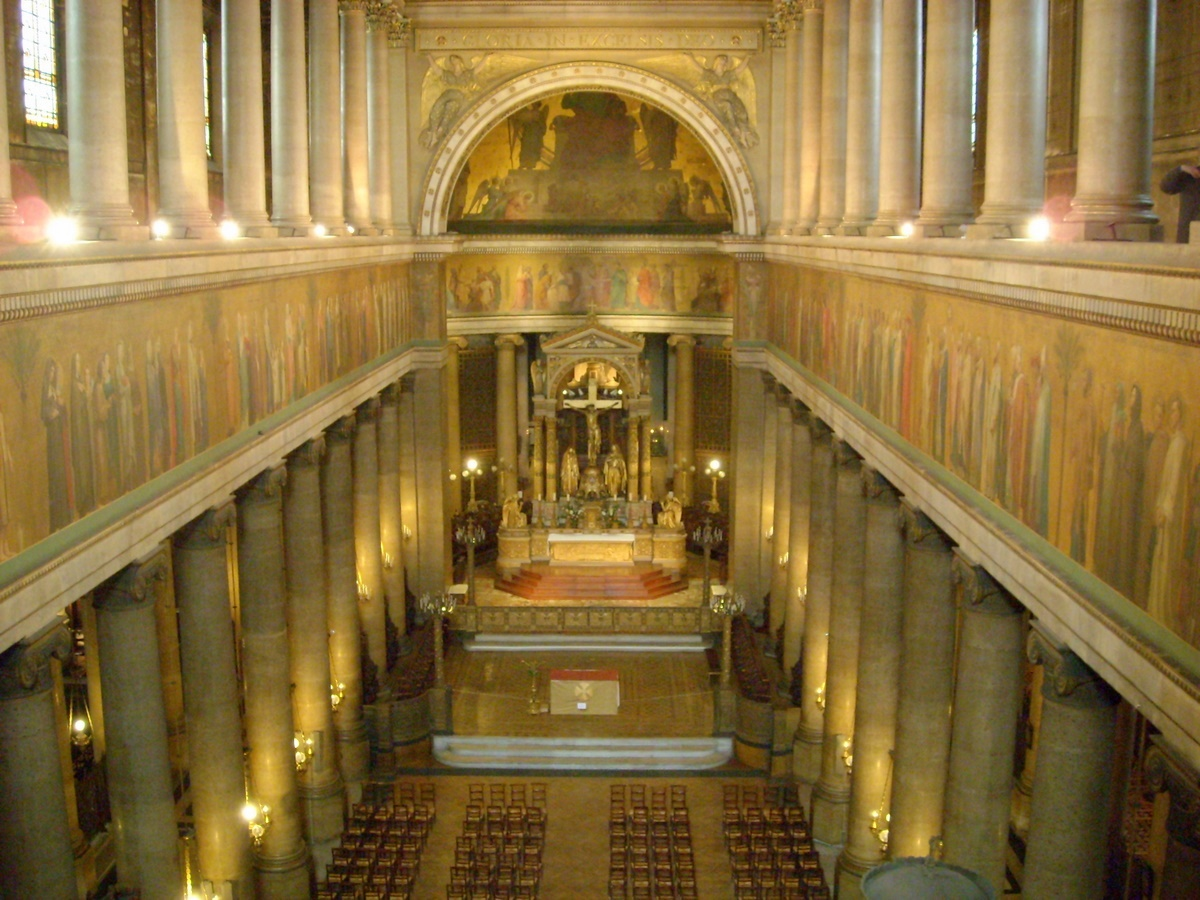
Общий вид нефа

Однако намного примечательней интерьер церкви, в котором Гитторф реализовал исповедуемый им принцип полихромии. Во время своего путешествия в Италию в 1822—1824 годах он пришёл к выводу, что древнегреческая архитектура и скульптура были не монохромными, как принято было считать, а полихромными. В то время эта гипотеза казалась крайне неправдоподобной, и её последовательное отстаивание стало одним из дел жизни Гитторфа. В духе античной полихромии, как он себе её представлял, Гитторф выполнил и интерьер храма святого Викентия.
Обширные росписи нефа выполнены в технике энкаустики (в то время редко использовавшейся) по золотому фону. Особое внимание обращает на себя 90-метровый живописный фриз, опоясывающий неф между двумя уровнями колонн. Он был создан в 1853 году художником Ипполитом Фландреном, на нём изображены 235 святых, шествующих в сторону алтаря. В апсиде храма находится достроенная в 1869 году Капелла Пресвятой Девы, роспись которой выполнил в 1885—1889 годах Вильям Бугро. Бронзовая скульптурная композиция «Голгофа» на главном алтаре создана знаменитым скульптором Франсуа Рюдом. Роспись свода апсиды, изображающая Христа на престоле, принадлежит Франсуа Эдуару Пико.

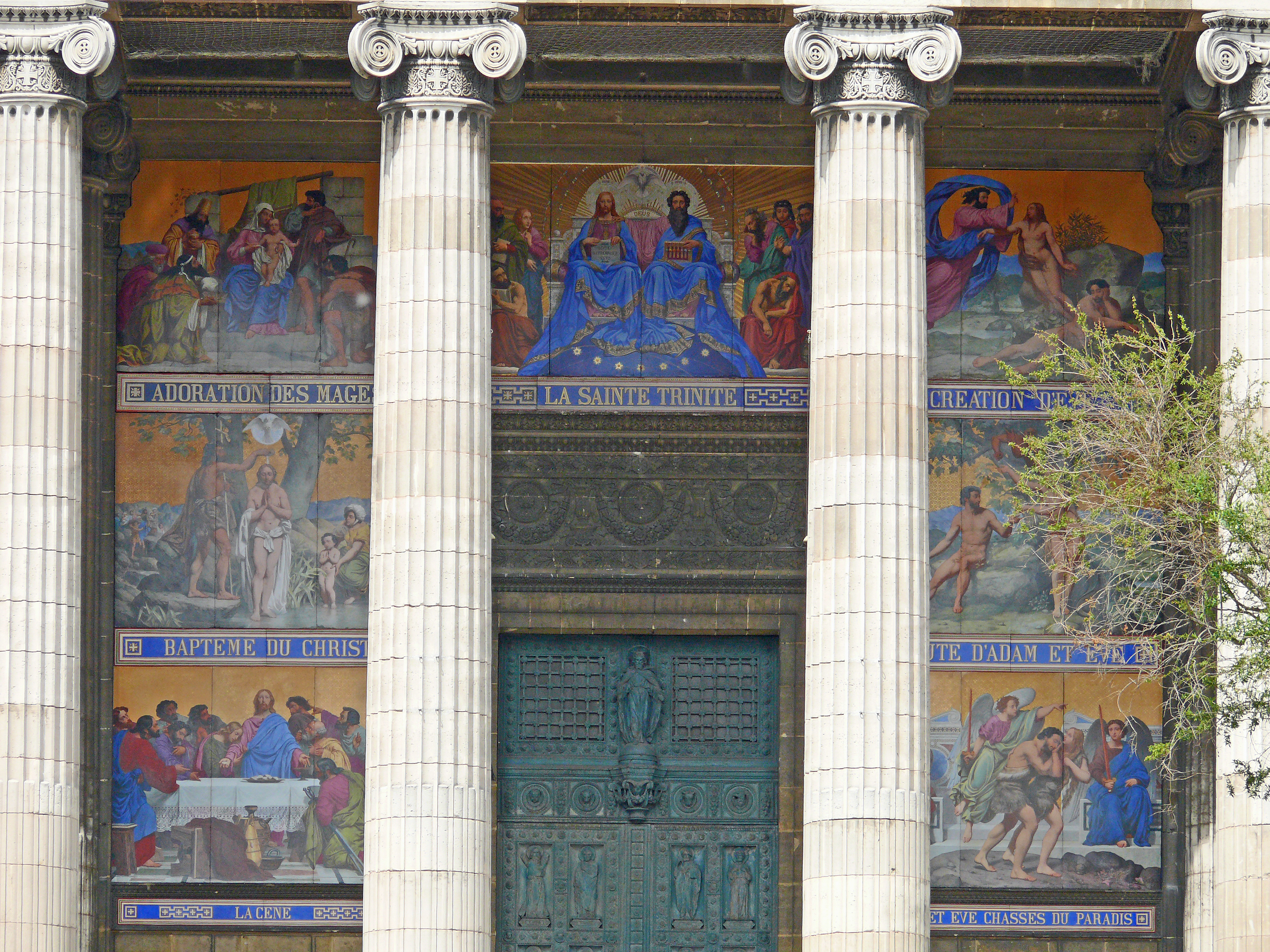
Полихромный декор фасада

Интерьер, по замыслу архитектора, должен поражать воображение обилием золота и красок, однако его эффектность сильно снижается из-за чрезвычайно скудного освещения. В храме всего восемь небольших окон, к тому же витражи в них пропускают слишком мало света. По настоянию Гитторфа, желавшего добиться особо интенсивного цвета, они выполнялись в особой технике, при которой на стекло накладывались несколько слоёв эмали. Цвета, действительно, получились яркие и насыщенные, но в церкви царит постоянный полумрак.
Принцип полихромии Гитторф реализовал не только в интерьере, но и во внешнем оформлении храма. Часть фасада близ входа была украшена яркими картинами, изображавшими сцены сотворения мира и эпизоды из жизни Христа, авторства Пьера-Жюля Жолливе. Они были выполнены в новой для того времени технике: плитки из вулканической лавы покрывались особой водостойкой эмалью. Однако подобное новшество вызвало крайнее недовольство барона Османа, в то время префекта департамента Сена, и он распорядился снять картины. К счастью, они сохранились, и много лет спустя, в 2011 году, заняли прежнее место на фасаде храма.